# Catedral de Santa María (Windhoek)
La catedral de Santa María (en alemán: Marien-Kathedrale Windhoek; en inglés: St. Mary's Cathedral) es una iglesia católica en la ciudad de Windhoek, la capital del país africano de Namibia. Es el asiento de la arquidiócesis de Windhoek. se encuentra en la calle Karl-Werner en el centro de Windhoek y ofrece servicios todos los días por la noche excepto los lunes. Fue construida entre 1906 y 1908 a partir de materiales locales y elementos de ladrillo en el estilo del renacimiento románico.